# Gare de Ransart
La gare de Ransart est une ancienne gare ferroviaire belge de la ligne 140, de Ottignies à Charleroi située à Ransart section de la ville belge de Charleroi située en Région wallonne dans la province de Hainaut.
Mise en service en 1855 par la Compagnie du chemin de fer de Charleroi à Louvain, elle est fermée aux marchandises en 1983 et aux voyageurs en 1984.

## Histoire
La station de Ransart est mise en service, le 14 août 1855 par la Compagnie du chemin de fer de Charleroi à Louvain (futur Grand Central Belge).
Elle reçoit un nouveau bâtiment des recettes dans les années fin 1860 ou 1870. Il correspond au plan type central du Grand-Central, et est doté de 11 travées (sans doute 10 à l'origine).
Dès 1873, le projet de chemin de fer de ceinture de Charleroi prévoit de faire de la gare de Ransart et des sections avoisinantes une gare commune avec l’État belge. La construction de ce chemin de fer de ceinture, confiée à la Compagnie des Bassins houillers du Hainaut, fera les frais de la gestion de Simon Philippart et prendra de nombreuses années.
La gare de Ransart est agrandie en 1879 pour tenir compte du trafic à venir du chemin de fer de ceinture. Une grande passerelle enjambant au moins 5 voies est ajoutée pour les piétons lorsque le passage à niveau est fréquemment fermé.
En 1880, l'administration des chemins de fer de l’État belge mettent enfin en service la section de Masses-Diarbois à Y du Marquis (près de Fleurus et Lambusart) de l'actuelle ligne 121 (Infrabel). Cette ligne, au cœur des industries et mines des hauteurs de Charleroi, apporte un trafic certain.
En 1897, le Grand Central Belge est nationalisé. L’État belge puis la SNCB deviennent l’unique exploitant à Ransart.
Le trafic des voyageurs est le premier à décliner : il est aboli sur la ligne 121 peu après la Seconde guerre, Ransart devient une dépendance de la gare de Lodelinsart en 1964 puis un simple point d’arrêt non gardé en 1967.
Le bâtiment de la gare est démoli en 1973 et remplacé par des bâtiments techniques. De nombreux raccordements ferment en 1983. La cour à marchandises ferme le 3 octobre 1983 et le service des voyageurs le 3 juin 1984. Auparavant, le pont sur le ring de Charleroi avait quand même été prévu pour trois voies.
En 1986, le faisceau de Ransart est simplifié et doté d'une longue voie d'évitement empruntant l'assiette, parallèle, de la ligne 121 en direction de Fleurus. Ces installations ont depuis disparu, ne laissant qu'une cour pavée et un bâtiment utilisé par Infrabel.